# Green Card - Matrimonio di convenienza
Green Card - Matrimonio di convenienza (Green Card) è un film del 1990 scritto e diretto da Peter Weir con Gérard Depardieu ed Andie MacDowell.

## Trama
Georges Fauré è un musicista francese a cui viene offerto un lavoro negli Stati Uniti e Brontë Parrish è una orticoltrice. Inizialmente i due si sposano per pura convenienza, poiché Georges ha bisogno della green card per poter iniziare il suo lavoro, mentre Brontë desidera un appartamento (con una serra) che può essere affittato solo a coppie sposate.
Sospettati dagli ispettori dell'immigrazione, che indagano sulla legittimità del loro matrimonio, loro malgrado sono costretti ad inscenare una convivenza inizialmente disastrosa. Così, da finzione a realtà, iniziano a innamorarsi, fino al colpo di scena finale.

## Distribuzione
Negli Stati Uniti è uscito nelle sale cinematografiche il 1º febbraio 1991, con un'anteprima avvenuta sia a New York che a Los Angeles il 23 dicembre 1990. In Italia e in Francia, invece, è uscito il 20 febbraio.

## Accoglienza
Il film ebbe un discreto successo, ottenendo due Golden Globe e una nomination all'Oscar. Tutt'oggi è ricordato come un vero e proprio cult del cinema romantico.

## Riconoscimenti
- 1991 - Premio Oscar
  - Candidatura alla Migliore sceneggiatura originale a Peter Weir
- 1991 - Golden Globe[1]
  - Miglior film commedia o musicale a Peter Weir
  - Miglior attore in un film commedia o musicale a Gérard Depardieu
  - Candidatura alla Migliore attrice in un film commedia o musicale a Andie MacDowell
- 1991 - Premio BAFTA
  - Candidatura alla Migliore sceneggiatura originale a Peter Weir